# جشنواره بین‌المللی فیلم سانتا باربارا
جشنواره بین‌المللی فیلم سانتا باربارا (به انگلیسی: Santa Barbara International Film Festival) جشنواره یازده روزه فیلم در سانتا باربارا، کالیفرنیا است که از سال ۱۹۸۶ تابه‌حال برگزار می‌شود. در سال ۲۰۱۴، جشنواره بیش از ۲۰۰ فیلم، از جمله فیلم‌های کوتاه و اکران آینده، از کشورها و مناطق مختلف به نمایش درآورد. علاوه بر نمایش فیلم، جشنواره هم‌چنین شامل بخش‌های مختلفی، مانند ادای احترام به افراد مشهور، پانل‌های صنعتی و برنامه‌های آموزش و پرورش است.